# Ol'chovatka
Ol'chovatka (in russo Ольховатка?) è un insediamento di tipo urbano della Russia europea nell'oblast' di Voronež. È il centro amministrativo del rajon Ol'chovatskij.
Si trova sul fiume Čërnaja Kalitva, 237 km a sud di Voronež.